# Arabella renierii
Arabella renierii är en ringmaskart som först beskrevs av Grube 1877.  Arabella renierii ingår i släktet Arabella och familjen Oenonidae. Inga underarter finns listade i Catalogue of Life.